# Бог Курт
Бог Курт је југословенски телевизијски филм из 1971. године. Режирао га је Александар Јевђевић, а сценарио је написао Миодраг Жалица по делу Алберта Моравије.

## Улоге
| Глумац               | Улога |
| -------------------- | ----- |
| Руди Алвађ           |       |
| Зоран Бечић          |       |
| Александар Џуверовић |       |
| Хранислав Рашић      |       |
| Слободан Велимировић |       |
| Сеса Вукосављевић    |       |
| Звонко Зрнчић        |       |